# Anzhelika Terliuga
Anzhelika Terliuga (en ucraniano: Анжеліка Володимирівна Терлюга) (Odesa, Ucrania, 27 de marzo de 1992) es una luchadora de kárate ucraniana que consiguió la medalla de plata en los Juegos Olímpicos de Tokio 2020 en la modalidad de Kumite -55kg, tras perder en la final olímpica contra Ivet Goranova.

## Palmarés olímpico
| Juegos Olímpicos | Juegos Olímpicos | Juegos Olímpicos | Juegos Olímpicos |
| Año              | Lugar            | Medalla          | Categoría        |
| ---------------- | ---------------- | ---------------- | ---------------- |
| 2021             | Tokio ( Japón)   | Medalla de plata | Kumite (-55kg)   |